# Cizallamiento (geometría)

Cizallamiento horizontal de un plano con coeficiente m = 1.25. En azul el plano original; en verde, tras el cizallamiento. El punto negro es el origen

En dinámica de fluidos, un cizallamiento representa el curso del fluido entre placas paralelas en movimiento relativo

En geometría plana, un cizallamiento o mapeo de corte es una aplicación lineal que desplaza cada punto en una dirección fija, en una cantidad proporcional a su distancia orientada desde la línea que es paralela a esa dirección y pasa por el origen. Este tipo de aplicación también es conocida como transformación de corte, transvección, escalado direccional, estiramiento, extrusión o simplemente corte.
Un ejemplo es la transformación que toma cualquier punto con coordenadas {\displaystyle (x,y)} en el punto {\displaystyle (x+2y,y)}. En este caso, el desplazamiento es horizontal, la línea fija es el eje horizontal, y la distancia orientada es la coordenada {\displaystyle y}. Nótese que los puntos en lados opuestos de la línea de referencia se desplazan en direcciones también opuestas.
No se deben confundir los cizallamientos con las rotaciones. Después de transformar un conjunto de puntos del plano mediante un cizallamiento cambiarán los ángulos entre ellos (excepto los ángulos rectos) y la longitud de cualquier segmento de línea que no sea paralelo a la dirección del desplazamiento. Por lo tanto, generalmente distorsionará la forma de una figura geométrica, por ejemplo, convirtiendo cuadrados en paralelogramos no cuadrados, y círculos en elipses. Sin embargo, un corte conserva el área de figuras geométricas y la alineación y las distancias relativas de los puntos colineales. Al transformar letras verticales por medio de un cizallamiento se obtienen letras itálicas (bastardillas).
La misma definición se usa en geometría tridimensional, excepto que la distancia se mide desde un plano fijo. Una transformación de corte tridimensional conserva el volumen de las figuras sólidas, pero cambia las áreas de las figuras planas (excepto las que son paralelas al desplazamiento). Esta transformación se utiliza para describir el flujo laminar de un fluido entre dos placas paralelas, cuando una de ellas se mueve en un plano superior manteniendo su distancia con respecto a la otra.
En general, en el plano cartesiano {\displaystyle n}-dimensional {\displaystyle \mathbb {R} ^{n}}, la distancia se mide desde un hiperplano fijo paralelo a la dirección de desplazamiento. Esta transmutación geométrica es una transformación lineal de {\displaystyle \mathbb {R} ^{n}} que conserva la medida {\displaystyle n}-dimensional (hipervolumen) de cualquier conjunto.

## Definición

### Cizallas horizontal y vertical del plano

Mediante la aplicación de un cizallamiento codificado en gráficos vectoriales escalables (SVG), un rectángulo se convierte en un paralelogramo

En el plano {\displaystyle \mathbb {R} ^{2}=\mathbb {R} \times \mathbb {R} }, un mapeo horizontal (o mapeo paralelo al eje {\displaystyle x}) es una función que toma un punto genérico con coordenadas ({\displaystyle (x,y)} al punto {\displaystyle (x+my,y)}; {\displaystyle m} es un parámetro fijo, denominado factor de corte.
El efecto de este mapeo es desplazar cada punto horizontalmente en una cantidad proporcional a su coordenada {\displaystyle y}. Si {\displaystyle m>0}, cualquier punto por encima del eje {\displaystyle x} se desplaza hacia la derecha, y, si {\displaystyle m<0}, se dirige hacia la izquierda. Puntos debajo del eje {\displaystyle x} se mueven en la dirección opuesta, y los puntos en el eje permanecen fijos.
Las líneas rectas paralelas al eje {\displaystyle x} permanecen en su sitio, mientras que todas las demás líneas giran, en variados ángulos, sobre el punto donde cruzan el eje {\displaystyle x}. Las líneas verticales, en particular, se convierten en líneas oblicuas con pendiente {\displaystyle 1/m}. Por lo tanto, el factor de corte {\displaystyle m} es la cotangente del ángulo {\displaystyle \varphi }. Este ángulo {\displaystyle \varphi } determina la inclinación de las líneas verticales. Se le denomina ángulo de corte.
Si las coordenadas de un punto están escritas como un vector de columna (una matriz 2 × 1), el mapeo de corte se puede escribir como una multiplicación por una matriz 2 × 2:
{\displaystyle {\begin{pmatrix}x^{\prime }\\y^{\prime }\end{pmatrix}}={\begin{pmatrix}x+my\\y\end{pmatrix}}={\begin{pmatrix}1&m\\0&1\end{pmatrix}}{\begin{pmatrix}x\\y\end{pmatrix}}.}
Un mapeo de corte vertical (o corte paralelo al eje vertical) de las líneas es similar, excepto que cambian los roles de {\displaystyle x} y {\displaystyle y}:
{\displaystyle {\begin{pmatrix}x^{\prime }\\y^{\prime }\end{pmatrix}}={\begin{pmatrix}x\\mx+y\end{pmatrix}}={\begin{pmatrix}1&0\\m&1\end{pmatrix}}{\begin{pmatrix}x\\y\end{pmatrix}}.}
El corte vertical desplaza puntos a la derecha del eje vertical hacia arriba o hacia abajo, según el signo de {\displaystyle m}. Deja invariantes las líneas verticales, pero inclina todas las demás líneas sobre el punto donde se encuentran con el eje vertical. Las líneas horizontales, en particular, se inclinan con ángulo de corte {\displaystyle \varphi } y se convierten en líneas con pendiente {\displaystyle m}.

### Mapeos de corte generales
Para un espacio vectorial V y un subespacio W, un corte fijo W traslada a los vectores en una dirección paralela a W.
Si V es la suma directa de W′ y W′, se escribe la suma
v = w + w′
correspondientemente. El típico corte fijo W es L, donde
L(v) = (Mw + Mw′) = (w + Mw′)
donde M es un mapeo lineal de W′ a W. Por lo tanto, en términos de matrices en bloque L se puede representar como
{\displaystyle {\begin{pmatrix}I&M\\0&I\end{pmatrix}}}

## Aplicaciones
William Kingdon Clifford observó las siguientes aplicaciones del cizallamiento:
«Una sucesión de cizallamaientos permitirá reducir cualquier figura acotada por líneas rectas a un triángulo de área equivalente.»
«...  podemos aplicar un cizallamiento a cualquier triángulo para convertirlo en un triángulo rectángulo, y esto no alterará su área. Por ello el área de cualquier triángulo es la mitad del área del rectángulo con su misma base y con altura equivalente a la perpendicular en la base del ángulo opuesto.»
La propiedad que preserva el área de un cizallamiento se puede utilizar para obtener resultados relacionados con el área. El teorema pitagórico y el teorema de la media geométrica han sido ilustrados mediante mapeos cizallamientos.
Un algoritmo debido a Alan W. Paeth usa una secuencia de tres cizallamientos (horizontal, vertical, luego horizontal otra vez) para rotar una imagen digital según un ángulo arbitrario. Este algoritmo es muy sencillo de implementar, y muy eficaz, dado que cada paso procesa únicamente una columna o una fila de píxeles a la vez.
En la invariancia galileana, las transformaciones entre los marcos de referencia son cizallamientos denominados transformaciones galileanas, que pueden aparecer ocasionalmente cuando se describen marcos de referencia en movimiento en relación con un marco «preferido», a veces denominado tiempo y espacio absolutos.